# Loúis Tsátoumas
Loúis Tsátoumas (grekiska: Δούης Τσάτουμας) , född den 12 februari 1982 i Messíni, är en grekisk friidrottare som tävlar i längdhopp.
Tsátoumas var som ungdom framgångsrik och han slutade fyra vid VM för ungdomar 1999. Som senior var hans första mästerskapsfinal VM 2003 då han blev tolva. Han misslyckades med att ta sig till final vid Olympiska sommarspelen 2004. 
Vid inomhus-VM 2006 slutade han fyra efter ett hopp på 8,10. Han var även i final vid EM 2006 i Göteborg där han blev åtta. Året avslutade han med att bli trea vid IAAF World Athletics Final i Stuttgart.
Under 2007 slutade han tvåa vid inomhus-EM efter ett hopp på 8,02. Senare samma år hoppade han 8,66 vid tävlingar i Kalamáta. Hoppet var det längsta någon hoppat sedan 1995 då Iván Pedroso hoppade 8,71.
Inför Olympiska sommarspelen 2008 var Tsátoumas en av favoriterna och gjorde även det längsta kvalhoppet på 8,27 men i finalen gjorde han tre övertrampshopp och slutade sist.